# مسجد بیت‌الهدی
مسجد بیت‌الهدی (به آلمانی: Bait ul-Huda Moschee) مسجدی در شهر اوزینگن کشور آلمان وابسته به دین اسلام و جنبش احمدیه می‌باشد. این مسجد با پشتیبانی انجمن احمدیه در سال ۲۰۰۴ توسط میرزا مسرور احمد بنیان‌گذاری شده‌است. مسجد بیت‌الهدی دارای دو نمازخانه به متراژ ۷۷ مترمربع و گنجایش ۱۶۰ نفر می‌باشد.